# Laudo Arbitral Español
El Laudo Arbitral Español, oficialmente Laudo en la Cuestión de Límites entre la República de Colombia y los Estados Unidos de Venezuela, fue un fallo dictado por la reina regente de España María Cristina de Habsburgo (en nombre de su hijo, el rey Alfonso XIII) el 16 de marzo de 1891 en la ciudad de Madrid con el objetivo de resolver las diferencias limítrofes entre Colombia y Venezuela.

## Consideraciones
Según el Tratado Arosemena-Guzmán, firmado en 1881, el laudo sería inapelable y definitivo. Por tal motivo las comisiones de ambas naciones enviaron amplia documentación respecto al caso a la entonces reina regente de España María Cristina de Habsburgo con el fin de apoyar sus respectivos alegatos. La reina también se suplió de la documentación depositada en el Archivo Nacional de España.

## Sentencia y trazado de límites
Tras examinar las reales cédulas presentadas por las partes y los documentos en poder del gobierno español, María Cristina de Habsburgo, de acuerdo con su Consejo de Ministros, dictó un laudo arbitral el 16 de marzo de 1891 que para los efectos de la demarcación se encuentra dividido en 6 secciones: 1° La Guajira, 2° Sierras de Perijá y de Motillones, 3° San Faustino, 4° Serranía del Tama, 5° Ríos Sarare, Arauca, y Meta, 6° Ríos Orinoco y Negro, definiendo el límite común de la siguiente forma:

- Sección 1ª: Desde los Mogotes llamados los Frayles, tomando por punto de partida el más inmediato á Juyachí, en derechura á la línea que divide el valle de Upar de la provincia de Maracaibo y río de la Hacha, por el lado de arriba de los Montes de Oca, debiendo servir de precisos linderos los términos de los referidos Montes, por el lado del Valle de Upar, y el Mogote de Juyachí por el lado de la Serranía y orillas de la mar.
- Sección 2ª: Desde la línea que separa el valle de Upar de la provincia de Maracaibo y río de la Hacha, por las cumbres de las Sierras de Perijáa y de Motilones, hasta el nacimiento del río Oro, y desde este punto á la boca del Grita en el Zulia; por el trazado del statu-quo que atraviesa los ríos Catatumbo, Sardinata y Tarra.
- Sección 3ª: Desde la embocadura del río de la Grita en el Zulia, por la curva reconocida actualmente como fronteriza hasta la quebrada de Don Pedro, y por ésta, bajando hasta el río Táchira.
- Sección 4ª: Desde la quebrada de Don Pedro en el Táchira, aguas arriba de este río hasta su origen y de aquí por la Serranía y Páramo de Tamá hasta el curso del río Oirá.
- Sección 5ª: Por el curso del río Oirá hasta su confluencia con el Sarare, por las aguas de éste atravesando por mitad la laguna del Desparramadero, hasta el lugar en que entran en el río Arauca, aguas abajo de éste hasta el punto equidistante de la Villa de Arauca y de aquél en que el meridiano de la confluencia del Masparro y del Apure se interseca también con el río Arauca; desde este punto en línea recta al Apostadero del Meta, y por las aguas de este río hasta su desembocadura en el Orinoco.
- Sección 6ª:

Trozo 1°: Desde la desembocadura del río Meta en el Orinoco, por la vaguada de este río hasta el raudal de Maipures. Pero teniendo en cuenta que desde los tiempos de su fundación el pueblo de Atures, se sirve de un camino situado en la orilla izquierda del Orinoco para salvar los raudales desde frente del citado pueblo de Atures hasta el embarcadero sito al mediodía de Maipures, frente al cerro de Macuriana y en dirección al Norte de la boca del Vichada; queda expresamente consignada en favor de los Estados Unidos de Venezuela la “servidumbre de paso” por el mencionado camino, entendiéndose que dicha servidumbre cesará á los veinticinco años de publicado el presente Laudo ó cuando se construya un camino por territorio venezolano que haga innecesario el paso por el de Colombia, reservando entretanto a las Partes la facultad de reglamentar de común acuerdo el ejercicio de esta servidumbre.
Trozo 2°: Desde el raudal de Maipures por la vaguada del Orinoco hasta su confluencia con el Guaviare; por el curso de éste hasta la confluencia del Atabapo; por el Atabapo aguas arriba hasta treinta y seis kilómetros al Norte del pueblo de Yávita, trazando desde allí una recta que vaya a parar sobre el río Guainía, treinta y seis kilómetros al occidente del pueblo de Pimichín y por el cauce del Guainía que más adelante toma el nombre de río Negro, hasta la Piedra del Cocuy.

## Consecuencias

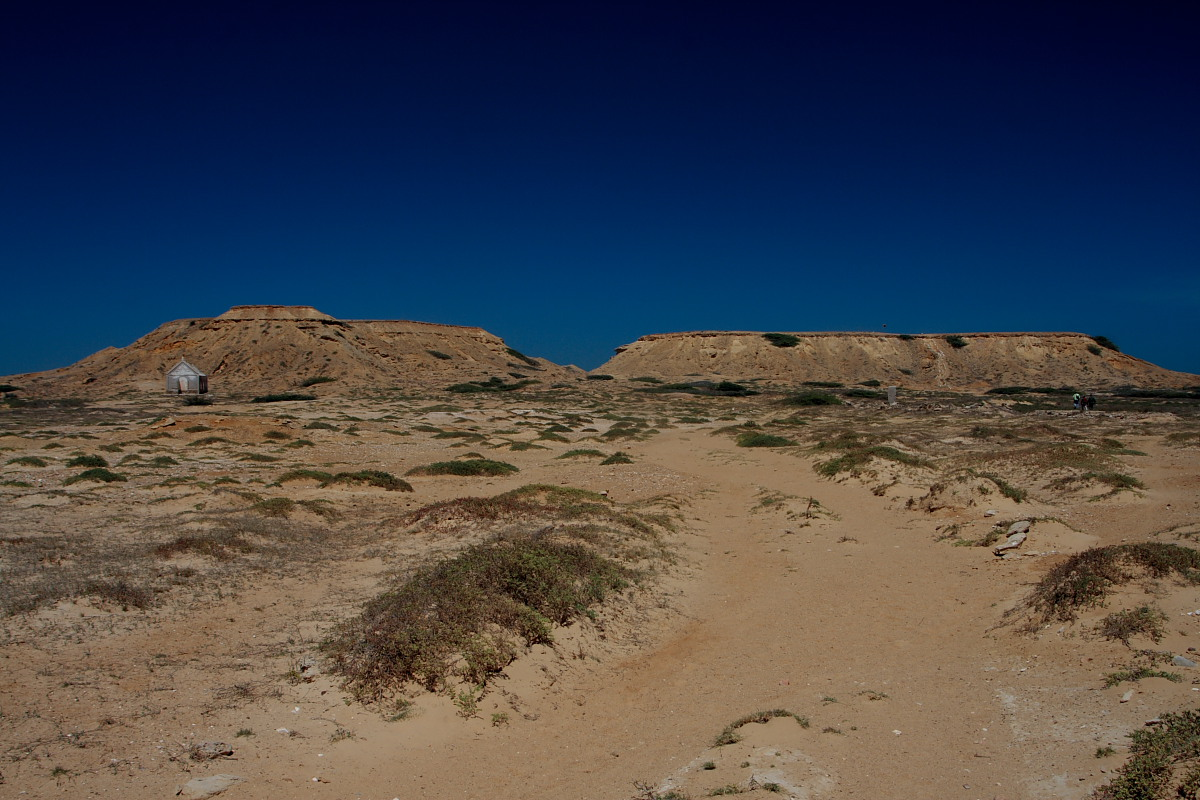
Vista de los morros de Castilletes, en la frontera colombo-venezolana.

El límite actual entre Colombia y Venezuela sigue de manera fidedigna la línea demarcada por el laudo arbitral, si bien este no estuvo exento de discusiones por parte del público de ambas repúblicas, y de problemáticas a la hora de ejecutarse puesto que el fallo especificaba algunos tramos con nombres inexistentes.
Debido a estas imprecisiones, el gobierno de Colombia le pidió a su homónimo de Venezuela concertar una comisión para resolver de manera definitiva los límites no naturales en las zonas afectadas. Sin embargo no hubo convenio alguno. Tras esto, ambos gobiernos decidieron ejecutar el laudo español tal cual venía estipulado en el texto del mismo. Dicha tarea comenzó en 1900, empezando a demarcar el límite desde La Guajira hacia el sur. Como la comisión no pudo encontrar el hito N° 1, que en el laudo nombraba como Mogote de los Frailes, esta interpretó que Castilletes reunía las condiciones de ser el lugar señalado por el fallo arbitral.
La modificación del límite, hecha de forma inconsulta a los gobiernos respectivos, dio nacimiento a inconvenientes fronterizos posteriores (algunos aún presentes en la actualidad en cuanto a la delimitación de áreas marinas y submarinas en el golfo), lo que llevó a que en 1901 se suspendiera la demarcación. Tras varios años de negociaciones, finalmente en 1916 ambos Estados firmaron un acuerdo en el cual dejaron en manos del Consejo Federal Suizo la resolución de la disputa sobre la demarcación y ejecución del Laudo Español. Dicho consejo dictó sentencia en 1922, que confirmó la frontera establecida por el arbitraje español; dicho laudo y arbitraje queda ratificado con el Tratado López de Mesa-Gil Borges de 1941.